# Palpares radiatus
Palpares radiatus is een insect uit de familie van de mierenleeuwen (Myrmeleontidae), die tot de orde netvleugeligen (Neuroptera) behoort. 
Palpares radiatus is voor het eerst wetenschappelijk beschreven door Rambur in 1842.